# Holt End
Holt End er en landsby i sognet Beoley i Worcestershire, England. Landsbyen er sognets mest befolkede sted og kaldes, af lokale, jævnligt Beoley. Landsbyen har en pub og en skole.
52°19′26″N 1°53′29″V / 52.32389°N 1.89139°V